# Laikha
Laikha o Laihka o Legya és un estat dels Estats Shan dins l'estat Shan de Myanmar. Té 2307 km². La capital és Laikha situada a l'oest del naixement del riu Teng. A l'estat (25 km al sud-oest de Laika) hi ha la ciutat de Panglong, seu d'un gran mercat, on el febrer de 1946 va tenir lloc la primera conferència de Panglong i el febrer de 1947 la segona Conferència de Panglong, on va quedar reconegut el dret d'autodeterminació dels Shan a exercitar el 1957. També propera a l'anterior hi ha la ciutat de Loilem (uns 10 km al sud de Panglong).
És de majoria shan, que són més o menys el 85% de la població. Hi ha minories Taungthu i Palaung. Hi ha alguna mina de ferro (prop de Panglong) de la que es treu material per fabricar las Dah, espases típiques de tota la regió (si bé les de Kehsi Mansam sén les més apreciades). També són típics els coberts de plata de Laikha.

## Història
El principat es va fundar el 1505 i era un sub principat de Hsenwi. El 1781 un membre de la casa reial de Laikha, Khun Lek que era favorit del rei de Birmània, va rebre el títol de Bogyoke, va agafar el comandament d'un exèrcit de totes les races de Birmània inclosos el cavallers de Manipur, i va marxar al sud per sotmetre als Karen i Karenni que vivien independents i eren una amenaça per Birmània. El rei de Birmània el va reconèixer Sawpaw independent vers el 1807 i Khun Lek va regnar des aquest any fins al 1854. El seu fill també fou un cap militar i va combatre els tailandesos que assetjaven Kengtung, i el rei Mindon (1853-1878) li va donar l'administració dels principats de Lawksawk, Mongping, i Mongkung. El 1882 el príncep va fer costat a Mongnai en la seva rebel·lió contra Birmània, junt amb Kehsi Mandam i Mongkung, altres estats de la zona. Per contra Mongshu i Mongnawng van estar al costat dels birmans, i els van ajudar envaint els territoris rebels. Derrotats el birmans, alguns prínceps, com el de Laikha, es van sotmetre's als britànics però altres no ho van voler fer, com Mongnai i Lawsawk, els prínceps dels quals van tornar a Kengtung (1886) i van invitar al príncep birmà Limbin (fill de l'antic rei birmà Mindon), que estava a Moulmein, a encapçalar una confederació en què Mongnai va ser capdavantera junt amb Lawsawk. Laikha fou ocupat per les forces de la Confederació igual que altres estats (els cinc estats que no van entrar a la Confederació). Limbin va arribar a la zona via Siam i va dirigir als rebels reunits a Kengtung, avançant cap a l'oest, però foren desfets pels britànics (1887). El príncep de Laikha, que s'havia aliat als britànics, va ser reposat en el seu domini. El 1888, assolat l'estat per la guerra i la destrucció feta pels confederats, la gana va fer estralls però després va progressar ràpidament. El darrer príncep que va governar va abdicar el 1959 i després fou una de la Repúbliques de la unió d'Estats Shan que constituïren l'Estat Shan, amb vocació d'independència, però part de Myanmar.

### Sawpaws de Laikha
- Law Na 1794 - 1803
- La Hkam 1803 - 1807
- Hkun Lek 1807 - 1854
- Shwe Ok Hka (Shwe Taung Kyaw) 1854 - 1856
- Hkun Long 1856 - 1860
- Sao Hkam Mawng 1860 - 1862
- Hkun Hkawt 1862 - 1866
- No conegut 1866 - 1868
- Sao Hkam Mawng (segona vegada) 1868 - 1879
- Vacant 1879 - 1882
- Hkun Lai 1882 - 1928
- Sao Num 1928 - 1952